# Estelle Harris
Estelle Harris (Nueva York, 22 de abril de 1928-Palm Desert, California, 2 de abril de 2022) fue una actriz estadounidense conocida principalmente por su papel de Estelle Costanza en Seinfeld.

## Trayectoria artística
Después de que sus hijos crecieran, se dedicó a la actuación y logró un temprano éxito en anuncios de televisión, llegando a hacer 23 anuncios en un año. En uno de sus anuncios más famosos cantaba enérgicamente las alabanzas de Handi-Wrap II.
En 1977 comenzó su carrera como actriz de formato largo en la película Looking Up sobre tres generaciones de una familia judía de clase trabajadora en la ciudad de Nueva York.
Protagonizó varios personajes en películas de animación, series de televisión y series animadas como Lula, la espada encantada en Dave, el bárbaro, la Sra. Lipsky, la madre del Doctor Drakken en Kim Possible, la Sra. Duckstein en Queer Duck, Muriel en Zack y Cody: Gemelos en Acción, la Señora Cabeza de Patata en Toy Story 2, la osa abuela en Hermano oso, la gallina Audrey en Home on the Range, la Srta. Boogien en la película animada Teacher's Pet, y la madre de la Muerte en Padre de familia. También tuvo papel menor en la serie Sabrina, la bruja adolescente, y fue participante en un episodio de The Weakest Link.
Estelle Harris murió en su casa en Palm Desert, California, el 2 de abril de 2022, a la edad de 93 años, solo veinte días antes de cumplir 94 años.

## Filmografía
- Toy story 4 (2019) (voz)
- CBGB (2013)
- Futurama (2012, Velma Farnsworth)
- Sonny with a Chance (2010, 1 episodio)
- Toy Story 3 (2010) (voz)
- Movin' In (2008)
- The Grand (2007)
- Case Closed (2007)
- iCarly (2007)
- Queer Duck: The Movie (2006) (Voz)
- Tarzán 2 (2005) (Voz)
- The Suite Life of Zack & Cody (2005-2007)
- Hidden Howie: The Private Life of a Public Nuisance (2005)
- A Dairy Tale (2004) (Voz)
- Home on the Range (2004) (Voz)
- Teacher's Pet (2004) (Voz)
- Dave the Barbarian (2004-2005) (Voz)...Lula
- Brother Bear (2003) (Voz)
- No Prom for Cindy (2002)
- Good Advice (2001)
- Dancing in September (2000)
- What's Cooking? (2000)
- Playing Mona Lisa (2000)
- Toy Story 2 (1999) (Voz)
- Lost & Found (1999)
- Queer Duck (1999)
- Addams Family Reunión (1998)
- The Odd Couple II  (1998)
- My Giant (1998)
- Chairman of the Board (1998)
- Out to Sea (1997)
- The West Side Waltz (1995)
- Perfect Alibi (1995)
- Ski Hard (1995)
- Good Advice (1993)
- This Is My Life (1992)
- Stand and Deliver (1988)
- Once Upon a Time in America (1984)
- Summerdog (1977)
- Looking Up (1977)